# María Bolaños
María Bolaños Atienza (Valladolid, 1951) es profesora titular de Historia del Arte de la Universidad de Valladolid. Desde octubre de 2008 hasta diciembre de 2021, año de su jubilación, ha sido directora del Museo Nacional de Escultura ubicado en Valladolid.

## Trayectoria
Ha estudiado la licenciatura de Historia y también la de Filología Románica en la Universidad de Valladolid, donde se doctoró en Historia del Arte. 
Es Profesora titular de Historia del Arte, en dicha Universidad. Ha enseñado en Lille (Francia) y en distintos centros universitarios de su ciudad. Ha participado en diversos másteres (Oporto, Valencia, Granada, Valladolid, Alicante, entre otros). Es miembro de la Asociación Española de Museólogos Profesionales y también del ICOM.
Sus trabajos de investigación se han orientado a la historia de los museos y también al arte contemporáneo y de vanguardia. Pero ha escrito Interpretar el arte, cuyos artistas recorren todo el tiempo que transcurre desde el siglo XV hasta el presente. Concretamente ha trabajado en historia del coleccionismo y de los museos españoles, en museística del siglo XX y en las relaciones entre museo y cultura contemporánea, así como en Estética y teoría del arte y en escultura contemporánea.
El 16 de octubre de 2008 fue elegida por unanimidad Directora del Museo Nacional de Escultura, tras la dimisión de su antiguo director. Había presentado entretanto en el Ministerio de Cultura de España un proyecto para acceder a la plaza, que planteaba su reorganización y buscando a la vez su apertura sociocultural e investigadora. Un año después abrió las puertas del Museo en su antiguo emplazamiento. 
Bajo su dirección el Museo de Escultura ha organizado en 2010 la muestra internacional, Lo sagrado hecho real, con la National Gallery de Londres. En 2011 se ha exhibido «Primitivos. El siglo dorado de la pintura portuguesa (1450-1550)», con el Museu de Arte Antiga de Lisboa. En 2012, ha preparado, con Arts Santa Mònica de Barcelona, Josep M. Sert: El Archivo fotográfico del modelo. En 2014, abrió las puertas a Entre el cielo y la tierra. Doce miradas al Greco, comisariada por Isabel Durán; además, organizó, gracias al apoyo de AC/E, una gran exposición sobre el fundador del Museo Esto me trae aquí. Ricardo de Orueta (1868-1939), en el frente del arte (que estuvo luego en Málaga y en Madrid).
En julio de 2015, abrió la exposición Tiempos de melancolía. Creación y desengaño en la España del siglo de Oro, con la aportación de Obra Social La Caixa, gran exposición que ha continuado en Valencia y Palma de Mallorca. Asimismo gracias a AC/E, mostró Nada temas, sobre Teresa de Ávila y el arte contemporáneo internacional, con obras de Bourgeois o de Sevilla. En 2016, creó la exposición Últimos fuegos góticos, de esculturas alemanas hacia 1500, en colaboración con el Bode Museum de Berlín. Y entre 2016 y 2018 Armarse a la suerte a  partir de una  figuras de tauromaquia, del s.xviii, restauradas en el MNE, pero con presencia de Lucas y Goya., Hijo del Laocoonte. Berruguete y la Antigüedad pagana, 2017, comisariada esta vez por Manuel Arias; o Tesoros eléctricos, a partir de fondos reproducciones romanas depositados en el MNE, 2017-2018. Las últimas exposiciones que ha realizado son: La invención del cuerpo, Lobo, un moderno entre los antiguos, Almacém. El lugar de los invisibles, que se prolongó tras la pandemia,Miró, la musa blanca, y finalmente Non finito. El arte de lo inacabado, con catálogo del MNE y La Caixa, que se ha prolongado por el primer trimestre de 2022 en Zaragoza.

## Publicaciones
- Historia de los Museos en España. Memoria, cultura, sociedad, Gijón, Trea, 1997; edición ampliada en 2008. ISBN 978-84-9704-352-6
- El silencio del escultor: Baltasar Lobo, Junta de Castilla y León, 2000, ISBN 84-7846-761-0
- La memoria del mundo. Cien años de museología 1900-2000, Gijón, Trea, 2002 ISBN 84-9704-034-1
- La hora española de Baltasar Lobo. Obra gráfica entre 1927 y 1939, Salamanca, Instituto Florián de Ocampo, 2003, ISBN 84-96100-06-5
- Interpretar el arte, Madrid, Libsa, 2007, ISBN 978-84-662-0965-4. Reeditado en 2016.
- Pasajes de la melancolía, Gijón, Trea, 2010 ISBN 978-84-9704-383-0
- Presentación y desarrollo del catálogo: Tiempos de melancolía, Turner / Obra Social La Caixa / MNE, 2015.
- Presentación y desarrollo del catálogo:Non finito. El arte de lo inacabado

### Capítulos y artículos selectos
- «El arte contra sí mismo. A propósito de los nuevos modos de entender la pintura», en La ciudad en la colección del IVAM, Madrid, Fundación Argentaria, 1996 ISBN 84-7774-924-8
- «La sombra de una duda. Notas sobre la escultura y el lugar», en A escultura actual de Cantabria, La Rioja, País Vasco, Navarra, Aragón, Asturias y Castilla y León, La Coruña, Junta de Galicia, 1997 ISBN 84-453-1940-X
- «Línea y color: la gramática formal de los pintores de la vanguardia histórica», en Artes plásticas y escuela, Valladolid, Junta de Castilla y León, 1998 ISBN 84-7846-666-5
- «Técnicas del placer, industrias del capricho. Las manufacturas suntuarias en el siglo XVIII», en J.L. Peset (ed.), Historia de la ciencia y de la técnica en la corona de Castilla, III, Junta de Castilla y León, 2002, pp. 725-763 ISBN 84-7718-067-4
- «La exposición como utopía: algunas experiencias ejemplares», en J.P. Lorente y D. Almazán (eds.), Arte contemporáneo y museología crítica, Zaragoza, Prensas de Zaragoza, 2003, ISBN 84-7733-638-5
- «Leonardo da Vinci, de la anatomía a la pintura», Asclepio, 55, 2003, 295-302, ISSN 0219-4466
- «Frontera Negra, de José Guerrero», Fund. Juan March, 346, 2005, ISSN 0210-4148
- «'El futuro empieza hoy'. Los comienzos de un pequeño museo moderno», en La ciudad abstracta: el nacimiento del Museo de Arte Abstracto Español, Madrid, Fundación Juan March, 2006, 31-54, ISBN 84-7075-535-8
- «Arte antes del arte: la pasión por los orígenes en la vanguardia del siglo XX», en Los tiempos fabulados. Arqueología y vanguardia en el arte español. 1900-2000, Madrid, Museo Nacional Centro de Arte Reina Sofía, 2007, 97-109, ISBN 978-84-451-2971-5
- «Modern Art Museums during the Franco Regime: Routine, Isolation and Some Exceptions», E. Afinoguenova, J. Martí-Olivella (eds.), Spain is (Still) Different. Tourism and Discourse in Spanish Identity. Lanham (Maryland), Rowman and Littlefield, 2008, 129-150, ISBN 978-0-7391-2401-3
- «El regreso museístico de un exiliado: Baltasar Lobo, entre París y Zamora», en J. P. Lorente y S. Sánchez (eds.), Los escultores de la Escuela de París y sus museos en España y Portugal, Teruel, Instituto de Estudios turolenses, 2008, 121-134, ISBN 978-84-96053-34-2
- «Le 'musée bleu': le modèle nationaliste des musées sous le franquisme, 1939-1959», en A.-S. Rolland y H. Murauskaya (dirs.), Les musées de la nation. Créations, transpositions, renouveaux. Europe, XIXe-XXIe siècles, París, L'Harmattan, 2008, 61-73. ISBN 978-2-296-07437-8
- «El Museo insaciable», en Museo. Revista de la Asociación Nacional de Museólogos de España, 13, 2008, 26-34, ISSN 1136-601X
- «Internationale Perspektiven der Museumsforschung», en Joachim Baur (ed.), Museumanalyse. Methoden und Konturen eines neuen Forschungfeldes, Bielefeld, Transcript, 2009, 279-283, ISBN 978-3-89942-814-8
- "El museo secreto", en J. Arnaldo, ed., Modelo Museo, Granada, Suma, 2013.
- "El Greco, un estado de ánimo", en Entre el cielo y la tierra. Doce miradas al Greco, MECD-Promoción del arte, 2014, pp. 102-103.
- En colab., VV. AA., Nada temas, Madrid, AC/E, 2015
- En colab., VV. AA., Armarse a la suerte, MNE, 2016
- En colab., VV. AA., Tesoros eléctricos, MNE, 2017

### Dirección de publicaciones
- Dir.: Museo Nacional Colegio de San Gregorio. Colección, Madrid, Ministerio de Cultura, 2009, ISBN 978-84-8181-422-4, con varias ampliaciones
- Ricardo de Orueta, Berruguete y su obra, Madrid, Ministerio de Cultura-MNCSG, 2011 ISBN 978-84-8181-024-7, prólogo y revisión.
- VV. AA., El taller europeo. Intercambios, influjos y préstamos en la escultura moderna europea, MNE, 2012, 15-28, ISBN 978-84-615-8629-5, coordinación, y su texto "El nacimiento de una colección".
- VV. AA., Copia e invención Modelos réplicas, series y citas en la escultura europea, MNE, 2013, coordinación, y su texto "Una copia de una copia de una copia, Loa antiguos de la Casa del Sol", pp. 13-27. ISBN 978-84-615-7571-5.
- Ricardo de Orueta, Gregorio Fernández, y La expresión del dolor en la escultura castellana, MNE, 2013, coordinación y prólogo (pp. 7-10) ISBN 978-84-616-2341-9.
- Dir.: Casa del sol, MNE, 2013, con los textos "La escultura y su doble", pp. 13-27, "Una musa blanca. Tradición de la copia y supervivencia de los antiguos", pp. 49-59.
- VV. AA. En el frente del arte. Ricardo de Orueta 1868-1939, Madrid, AC/E, 2014, pp. 81-109, coord. conjunta del catálogo, y su texto "Una edad de plata para los museos".
- Ricardo de Orueta, La escultura española de los siglos XI y XII, MNE, 2015, coordinación y presentación del libro inédito.
- VV. AA. Hijo de Laocoonte. Alonso Berruguete y la Antigüedad pagana, MNE, 2017, coord. y prólogo del catálogo éste a cargo de Manuel Arias.

| Predecesor: Jesús Urrea Fernández | Directora del Museo Nacional de Escultura 2008-2021 | Sucesor: Alejandro Nuevo Gómez |